# میاسه بنت حمد بن خلیفه آل ثانی
شیخه میاسه بنت حمد بن خلیفه آل ثانی (متولد ۱۹۸۳) خواهر امیر کنونی قطر تمیم بن حمد آل ثانی و دختر امیر پدر حمد بن خلیفه آل ثانی و بانوی اول سابق موزا بنت ناصر است. میاسه از سال ۲۰۱۱ تا ۲۰۱۵ به‌طور پیوسته در زمره ۱۰۰ شخصیت مؤثر در زمینه هنر معاصر از سوی آرت ریویو (ArtReview Power 100) اعلام شد و در سال ۲۰۱۴ در فهرست تایم ۱۰۰، و همچنین در همان سال در فهرست قدرت‌مندترین زنان جهان نشریه فوربز و مجله تایم قرار گرفت. میاسه در حال حاضر رئیس موزه‌های قطر و عضو هیئت مدیره بنیاد قطر است. او با تاکاشی موراکامی، ریچارد سرا و دیمین هرست نمایشگاه های بزرگی را در قطر برپا کرده است.

## تحصیلات
شیخه میاسه در سال ۲۰۰۵ با مدرک کارشناسی علوم سیاسی و ادبیات از دانشگاه دوک (دورام، کارولینای شمالی، ایالات متحده آمریکا) فارغ‌التحصیل شد. در حین تحصیل در دانشگاه دوک، وی معاون رئیس انجمن بین‌المللی، معاون رئیس حوار (یک سازمان برای ترویج گفتگوی سیاسی آزاد) بود، و در سال ۲۰۰۱–۲۰۰۲ به عنوان نماینده در مدل ملل متحد (Model UN) شرکت کرد.
در طول سال تحصیلی ۰۴–۲۰۰۳، او در دانشگاه پانتئون-سوربن و مؤسسه مطالعات سیاسی پاریس تحصیل کرد.
شیخه میاسه، علاوه بر زبان مادریش، عربی، به زبانهای انگلیسی و فرانسوی نیز مسلط است.

## حرفه
پس از فارغ‌التحصیلی، شیخه میاسه سازمان غیردولتی رسیدن به آسیا (Reach Out To Asia) را تأسیس کرد. این سازمان در زمینه تلاش‌های بشردوستانه برای فراهم کردن دسترسی کودکان قربانی بلایای طبیعی در آسیا به آموزش ابتدایی و متوسطه فعالیت می‌کند.
شیخه میاسه رئیس موزه قطر است، که مدیرعامل آن، ادوارد دولمان، قبلاً به عنوان رئیس حراجی کریستی مشغول به کار بوده و مسئول گسترش بسیاری از رویدادهای مهم فرهنگی در منطقه بوده است. میاسه به‌طور مفصل در نیویورک تایمز مطرح شده است.
شیخه میاسه همچنین رئیس مؤسسه فیلم دوحه است. مؤسسه فیلم دوحه تاکنون با همکاری جشنواره فیلم تریبکا چندین سری از ترابیکا دوحه را برگزار کرده است.

## گردآوری آثار هنری
ثروت و نقش شیخه میاسه به عنوان رئیس موزه‌های قطر باعث شده تا او در بین گردآورندگان آثار هنری پرنفوذ باشد. بلومبرگ گزارش داده که بودجه‌ای که به‌طور سالانه از طرف موزه‌های قطر برای گردآوری آثار هنری در اختیار او قرار می‌گیرد، ۱ میلیارد دلار تخمین زده می‌شود.
شیخه میاسه در فوریه ۲۰۱۲ در یک سخنرانی تد بر اهمیت تأثیر اجتماعی هنر اشاره کرد. او تأکید کرد که هدف او ایجاد یک کلکسیون محلی هنر برای کمک به شکل‌گیری هویت ملی قطری است.

## خانواده
شیخه میاسه خواهر امیر قطر، شیخ تمیم بن حمد آل ثانی است. پدرش شیخ حمد بن خلیفه آل ثانی، امیر سابق و مادرش شیخه موزا بنت ناصر المسند، بانوی اول سابق است.

### ازدواج و فرزندان
شیخه میاسه در ۶ ژانویه ۲۰۰۶ در کاخ وجبه دوحه با شیخ جاسم بن عبدالعزیز آل ثانی ازدواج کرد. این زوج ۳ پسر و یک دختر دارند:
- شیخ محمد بن جاسم بن عبدالعزیز آل ثانی
- شیخ حمد بن جاسم بن عبدالعزیز آل ثانی
- شیخ عبدالعزیز بن جاسم بن عبدالعزیز آل ثانی
- شیخه نوره بنت جاسم بن عبدالعزیز آل ثانی